# Amerikanische Jungferninseln

Politische Zugehörigkeit:
Spanische Jungferninseln (zu Puerto Rico)
Amerikanische Jungferninseln
Britische Jungferninseln
Puerto Rico (zu USA)

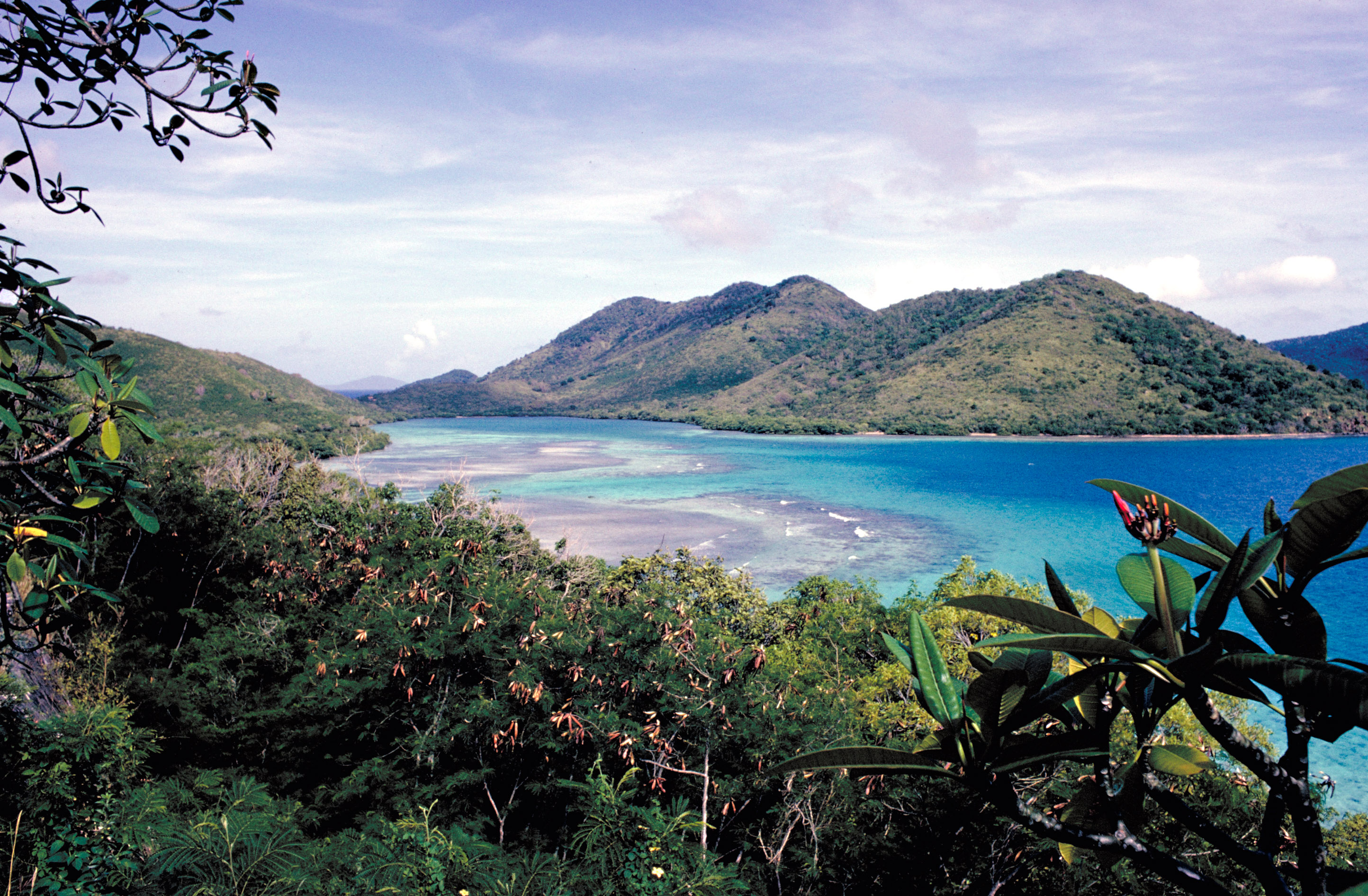
Blick auf die Halbinsel Mary Point im Norden von Saint John

Die Amerikanischen Jungferninseln (englisch United States Virgin Islands, Virgin Islands of the United States oder kurz USVI, so u. a. auf den Autokennzeichen) sind ein nicht inkorporiertes Außengebiet der Vereinigten Staaten östlich von Puerto Rico. Geographisch sind sie ein Teil der in der Karibik gelegenen Inselgruppe der Jungferninseln. Sie bestehen aus den drei Hauptinseln Saint Croix, Saint John und Saint Thomas. 1996 übergab die Bundesregierung der Vereinigten Staaten Water Island an das Außengebiet. Daneben gibt es noch zahlreiche kleinere Inseln.

## Geographie

### Allgemein
Die Landschaft ist größtenteils steinig, hügelig bis gebirgig mit nur wenig ebener Fläche. Der höchste Punkt ist der Crown Mountain mit 474 m über dem Meeresspiegel.
Das Klima auf den Inseln ist tropisch. Es wird gemäßigt durch östliche Winde mit einer niedrigen Luftfeuchtigkeit und nur geringen Temperaturunterschieden über das Jahr. Von Mai bis November herrscht Regenzeit, wobei hier Abweichungen möglich sind. Die Inseln liegen entlang der Anegada-Passage, einem Schifffahrtsweg zum Panamakanal.
In den letzten Jahren waren die Inseln mehreren Tropenstürmen ausgesetzt. Häufig sind schwere Dürreperioden oder auch Überschwemmungen, gelegentlich ereignen sich Erdbeben. Es mangelt an natürlichen Süßwasservorkommen.

### Schutzgebiete
Auf den Inseln Saint John und Hassel befindet sich der 1956 gegründete Virgin-Islands-Nationalpark.
Die Korallenriffe im Osten der Insel St. John sind seit 2001 als Virgin Islands Coral Reef National Monument ausgewiesen.

### Liste der Inseln
Folgende Inseln und Inselgruppen sind Teil der Amerikanischen Jungferninseln:
- Barrel of Beef
- Blinders Rocks
- Booby Rock
- Bovoni Cay
- Buck Island (Saint Croix)
- Buck Island (Saint Thomas)
- Calf Rock
- Capella Islands
- Carvel Rock
- Cas Cay
- Cinnamon Cay
- Cockroach Island
- Coculus Rock
- Cololoba Cay
- Congo Cay
- Cow Rock
- Cricket Rock
- Current Rock
- Dog Island
- Dog Rocks
- Domkirk Rock
- Dry Rock
- Durloe Cays
- Dut Cheap Cay
- Fish Cay
- Flanagan Island
- Flat Cays
- Gorret Rock
- Grass Cay
- Great Saint James Island
- Green Cay (Saint Croix)
- Green Cay (Saint Thomas)
- Hans Lollik Island
- Hans Lollik Rock
- Hassel Island
- Henley Cay
- Inner Brass Island
- Kalkun Cay
- Leduck Island
- Limestone Rock
- Little Hans Lollik Island
- Harvey Island
- Little Saint James
- Lizard Rocks
- Lovango Cay
- Mingo Cay
- Outer Brass Island
- Packet Rock
- Patricia Cay
- Pelican Cay
- Perkins Cay
- Porpoise Rocks
- Protestant Cay
- Ramgoat Cay
- Rata Cay
- Rotto Cay
- Rupert Rock
- Ruth Island
- Saba Island
- Saint Croix
- Saint John
- Saint Thomas
- Salt Cay
- Saltwater Money Rock
- Sandy Point Rock
- Savana Island
- Shark Island
- Skipper Jacob Rock
- Steven Cay
- The Stragglers
- Sula Cay
- Thatch Cay
- Triangle Island
- Trunk Cay
- Turtleback Rock
- Turtledove Cay
- Two Brothers
- Water Island
- Waterlemon Cay
- Welk Rocks
- West Cay
- Whistling Cay

## Bevölkerung
Auf den Amerikanischen Jungferninseln leben ca. 90.000 Einwohner. Die Lebenserwartung auf der Insel betrug 2016 80,0 Jahre (Frauen: 83,2 Jahre/Männer: 77,0 Jahre). Das Median-Alter der Bevölkerung war mit 45,6 Jahren sehr hoch (Stand 2016). Aufgrund der hohen Anzahl an Menschen, die die Inseln verlassen, sank die Bevölkerungszahl Anfang des 21. Jahrhunderts leicht, stieg in den letzten Jahren aber wieder an.

### Herkunft, Konfessionen und Sprachen
42 % der Einwohner sind Baptisten, 34 % Katholiken (Bistum Saint Thomas) und 17 % Anglikaner (Episcopal Diocese of the Virgin Islands). 76,0 % der Bevölkerung stammen von ehemaligen afrikanischen Sklaven ab, daneben gibt es noch Menschen gemischter Herkunft (2,1 %) und Weiße (15,6 %) sowie Asiaten (1,4 %). Die indianischen Ureinwohner wurden bereits im 16. Jahrhundert ausgerottet. Neben der Amtssprache Englisch wird ein englischbasiertes Kreolisch gesprochen. Da auf den Inseln viele Zuwanderer aus anderen karibischen Ländern leben, sind auch Spanisch und französischbasierte Kreolsprachen verbreitet.

### Bevölkerungsentwicklung
| Jahr | Einwohnerzahl |
| ---- | ------------- |
| 1917 | 26.051        |
| 1930 | 22.012        |
| 1940 | 24.889        |
| 1950 | 26.665        |
| 1960 | 32.099        |
| 1970 | 62.468        |
| 1980 | 96.569        |
| 1990 | 101.809       |
| 2000 | 108.612       |
| 2010 | 106.405       |
| 2020 | 87.146        |

Quelle: United States Census Bureau

## Geschichte

### Frühe Kolonialgeschichte
Die von Taíno bewohnten Inseln wurden 1493 von Christoph Kolumbus entdeckt. Am 14. November 1493 betrat er zunächst eine Insel, der er den Namen Santa Cruz gab (Saint Croix). Dann segelte er 70 km nach Norden zu den Inseln Saint Thomas und Saint John. Aufgrund der großen Zahl an kleineren Inseln und ihrer Schönheit nannte er sie (nach der Legende von der Heiligen Ursula und ihren 11.000 Gefährtinnen, die bei Köln ihr Martyrium erlitten haben sollen) die „Jungfraueninseln“ (Santa Ursula y las Once Mil Vírgenes, kurz Las Vírgenes). Saint Croix wurde erst später zu den Jungferninseln gezählt.
Nach Siedlungsversuchen der Engländer und Holländer auf St. Croix ab 1625 kam es zur Inbesitznahme durch Spanier und Franzosen ab 1650. 1653 wurde St. Croix vom Malteserorden übernommen, 1665 aber von Frankreich zurückerworben.

### Dänisch-Westindien
Am 30. März 1666 wurde der Dannebrog auf St. Thomas gehisst, das fortan als dänische Kolonie zu Dänemark-Norwegen gehörte (Dänisch-Westindien). 1672 errichteten dänische Siedler auf St. Thomas die erste ständige Siedlung, 1685 schloss der kurbrandenburgische Marine-Generaldirektor Benjamin Raule mit Vertretern der Dänisch-Westindisch-Guinesischen Compagnie einen Vertrag über die Vermietung eines Teils von St. Thomas an Brandenburg. 1689 besetzte Brandenburg die zwischen Saint Thomas und Puerto Rico liegende Krabbeninsel.
1693 beschlagnahmten die Dänen, ohne auf Widerstand zu stoßen, die brandenburgischen Faktoreien. 1694 breiteten die Siedler sich auch auf Saint John aus. Am 13. August 1720 unterzeichnete der preußische König Friedrich Wilhelm I. eine Urkunde, in der er gegenüber der holländischen Handelsgesellschaft auf alle ehemaligen brandenburgischen Gebiete in Afrika (Arguin, heute Mauretanien, und Groß Friedrichsburg an der Goldküste, heute Ghana) und St. Thomas (Jungferninseln, USA) verzichtete.

Fort in Frederiksted auf St. Croix

Saint Croix, seit 1674 in französischem Besitz, wurde 1733 von Dänemark erworben. Bedeutung erlangte der Handel mit Dänisch-Westindien für die damals dem dänischen Gesamtstaat zugehörige Stadt Flensburg (vor 1864) durch den Import und die Verarbeitung von Rohrzucker. 1733 und 1848 kam es hier zum Sklavenaufstand gegen die Dänen.

### Territorium der Vereinigten Staaten
Weil die Vereinigten Staaten im Ersten Weltkrieg in diesem Gebiet einen Marinestützpunkt benötigten, erwarben sie die Inseln 1917 für 25 Millionen Dollar von Dänemark. Inflationsbereinigt sind dies nach heutigem Wert 612 Millionen Dollar.
P.W. Sparks, ein Offizier der US Navy, entwarf die Flagge der Amerikanischen Jungferninseln. Nachdem sein Vorgesetzter Admiral Kitelle dem Design zugestimmt hatte, ließ Sparks die erste Flagge von seiner Frau und deren Schwester nähen. Für den Entwurf übernahm er Symbole des Siegels des Präsidenten der Vereinigten Staaten. Die drei Pfeile in den Krallen des Weißkopfseeadlers stehen stellvertretend für die drei Inseln, der Olivenzweig wie im Vorbild für den Frieden.
Den Einwohnern garantieren die USA seit 1927 die Staatsbürgerschaft der Vereinigten Staaten. Das Innenministerium der USA übernahm 1931 administrative Pflichten. Seit 1946 steht das Territorium auf der UN-Liste der Hoheitsgebiete ohne Selbstregierung. Seit 1972 entsenden die Amerikanischen Jungferninseln einen Vertreter („delegate“) in das Repräsentantenhaus, der allerdings kein Stimmrecht hat.

## Infrastruktur
Das Straßennetz der Inseln ist 856 km lang. Die Inseln sind das einzige Besitztum der USA mit Linksverkehr.
Saint Thomas hat einen der besten Naturhäfen der Karibik. Daneben gibt es noch Häfen in Christiansted, Cruz Bay und Port Alucroix.
Ferner gibt es drei Flughäfen:
Downtown Heliport auf der Insel Saint Croix, Henry E. Rohlson Airport auf der Insel Saint Croix und den Cyril E. King Flughafen auf der Insel Saint Thomas.

## Wirtschaft
Der Schwerpunkt der Wirtschaft liegt auf dem Tourismus, der für mehr als 70 % des Bruttosozialprodukts und 70 % der Beschäftigungsverhältnisse sorgt. Im Schnitt besuchen jährlich zwei Millionen Touristen die Inseln. Das Bruttoinlandsprodukt lag 2013 bei 36.100 US-Dollar pro Kopf. Dies ist auf dem Niveau der entwickelten Industrieländer, jedoch deutlich unter dem Niveau des US-Festlands.
Der industrielle Sektor besteht vor allem aus Erdölraffinerien und der Herstellung von Textilien, Elektronik, pharmazeutischen Produkten und der Endmontage von Uhren. Eine der weltweit größten Erdölraffinerien stand auf Saint Croix. Die Raffinerie wurde 2012 nach 45 Jahren geschlossen.
Die Landwirtschaft ist unbedeutend; die meisten Nahrungsmittel müssen importiert werden.
Internationaler Handel und der Finanzsektor sind kleine, aber wachsende Wirtschaftsbereiche.

## Kultur

### Sport
Cricket war einst die beliebteste Sportart auf den Amerikanischen Jungferninseln, wurde aber inzwischen von den US-amerikanischen Sportarten American Football, Basketball und Baseball überflügelt. Der wohl bekannteste Sportler der Inselgruppe, ist Tim Duncan, welcher als einer der besten Basketballspieler aller Zeiten angesehen wird. Die Amerikanischen Jungferninseln sind eines der Gebiete, die mit anderen Karibikstaaten das West Indies Cricket Team bilden, eine der „Nationalmannschaften“ im internationalen Cricket mit Teststatus, der angesehensten Form dieses Sports. Das West Indies Cricket Team nahm an beinahe jedem Cricket World Cup teil, gewann die ersten beiden Austragungen 1975 und 1979 und verpasste lediglich das Turnier 2023. Außerdem gewannen sie den Men’s T20 World Cup zweimal (2012 und 2016) sowie je einmal die Champions Trophy (2004) und die U19-Cricket-Weltmeisterschaft (2016). 

### Feiertage
| Datum        | Name | Deutscher Name                                       | Anmerkungen                                                                 |
| ------------ | ---- | ---------------------------------------------------- | --------------------------------------------------------------------------- |
| 1. Januar    |      | Neujahr                                              |                                                                             |
| Januar       |      | Gedenktag für Martin Luther King                     |                                                                             |
| Februar      |      | Tag des Präsidenten                                  | Gedenktag an die Geburt von George Washington und Abraham Lincoln           |
| März         |      | Umschreibungstag                                     | Am 31. März 1917 kauften die USA die Inseln von Dänemark.                   |
| März/April   |      | Ende der Karnevalswoche                              |                                                                             |
| März/April   |      | Gründonnerstag, Karfreitag und Ostermontag           | Ostern                                                                      |
| Mai          |      | Tag der Erinnerung                                   | am letzten Montag im Mai zu Ehren an die im Krieg gefallenen Soldaten       |
| Juni         |      | Tag des Gründungsstatuts                             | 2 Tage                                                                      |
| 3. Juli      |      | Tag der Emanzipation                                 | 1848 zum Ende der Sklaverei auf den dänischen Westindischen Inseln gewährt. |
| 4. Juli      |      | Unabhängigkeitstag                                   | der Vereinigten Staaten von Amerika                                         |
| Juli         |      | Sturmflehentag                                       |                                                                             |
| September    |      | Tag der Arbeit                                       | am ersten Montag im September                                               |
| Oktober      |      | Kolumbus-Tag                                         | am 2. Montag im Oktober                                                     |
| Oktober      |      | Sturm Erntedankfest                                  |                                                                             |
| 17. Oktober  |      | Tag der Freundschaft mit Puerto Rico                 |                                                                             |
| November     |      | Erntedankfest                                        |                                                                             |
| November     |      | Tag der Befreiung (Hamilton-Jackson-Heldengedenktag) | Feiern zur ersten freien Presse 1915                                        |
| 11. November |      | Tag der Kriegsveteranen                              | Gedenktag für alle Kriegsveteranen der Streitkräfte der Vereinigten Staaten |
| 25. Dezember |      | Weihnachten                                          | 1. Weihnachtsfeiertag                                                       |